# Univers étendu
On appelle univers étendu toute extension officielle d'un univers de fiction déjà créé, sur différents supports. Par exemple, les livres, romans, bandes dessinées, jeux vidéo... On trouve des exemples d'univers étendus pléthoriques avec, par exemple, Star Wars, qui a su étendre considérablement son univers, grâce à de nombreux livres, BD et jeux vidéo, mais aussi Star Trek, X-Files, Buffyverse.
Les univers étendus sont considérés comme canons s'ils ont été conçus ou approuvés par le ou les auteurs de l'univers de base.
Francis Valéry propose de distinguer trois catégories d'univers étendu selon leur mode de construction :
- kaléidoscopiques : plusieurs auteurs tiers développent dans différentes directions l'univers de base. Par exemple : le Mythe de Cthulhu.
- fragmentaires : production de suites, par les auteurs originaux ou tiers, contrôlées et espacées dans le temps, qui enrichissent l'univers de base. Par exemple : Stargate.
- globalisants : le ou les auteurs originaux développent l'univers de base par eux-mêmes, sans auteurs tiers. Par exemple : l'univers de la Terre du Milieu.